# کلیسورا، بلغارستان
کلیسورا شهری در استان پلوودیو کشور بلغارستان است که جمعیت آن در سال ۲۰۰۱ میلادی ۱٬۴۰۴ نفر بوده‌است.